# キア・セルトス
セルトス (英: SELTOS、朝: 셀토스)は、韓国のKIAが製造販売している小型SUVである。

## 概要
キアのラインナップではストニックとスポーテージの中間のサイズとなる小型SUVである。韓国、中国、フィリピン、オーストラリア、ニュージーランドでは同セグメントのセルトスとストニックが併売されるが、欧州ではストニックのみが、北米やアジア諸国ではセルトスのみがラインナップされる。
また、セルトスは起亜自動車のインド市場参入第一弾となる車種でもある。
ストニックやヒュンダイ・コナなどと同じヒュンダイのGBプラットフォームを使用している。

## 初代（SP型、2019年-）
セルトスは、インド・アーンドラ・プラデーシュ州アナンタプルにある工場で年間30万台を生産している。
2019年6月20日に、インドで発表された。
同年7月18日、韓国にて発売を開始した。
同年8月22日、起亜自動車がインド市場へ参入する際に最初のモデルとして投入され、発売前の契約では約3万2000件の予約が入っていた。
同年11月、フィリピンにて発売を開始した。
2020年1月20日に、インドネシアでの販売を開始し、同年には電気自動車タイプの販売を予定している。
セルトスは、7月から11月までに累計4万649台を販売している。韓国では、小型SUVとしては最短となる、発売開始後5か月で国内の累計販売台数が3万台を突破した。インドでは11月に1万4,005台を販売し、同国における11月に販売された乗用車のうち、単一モデル基準で4位となる、5.3 %を占めた。

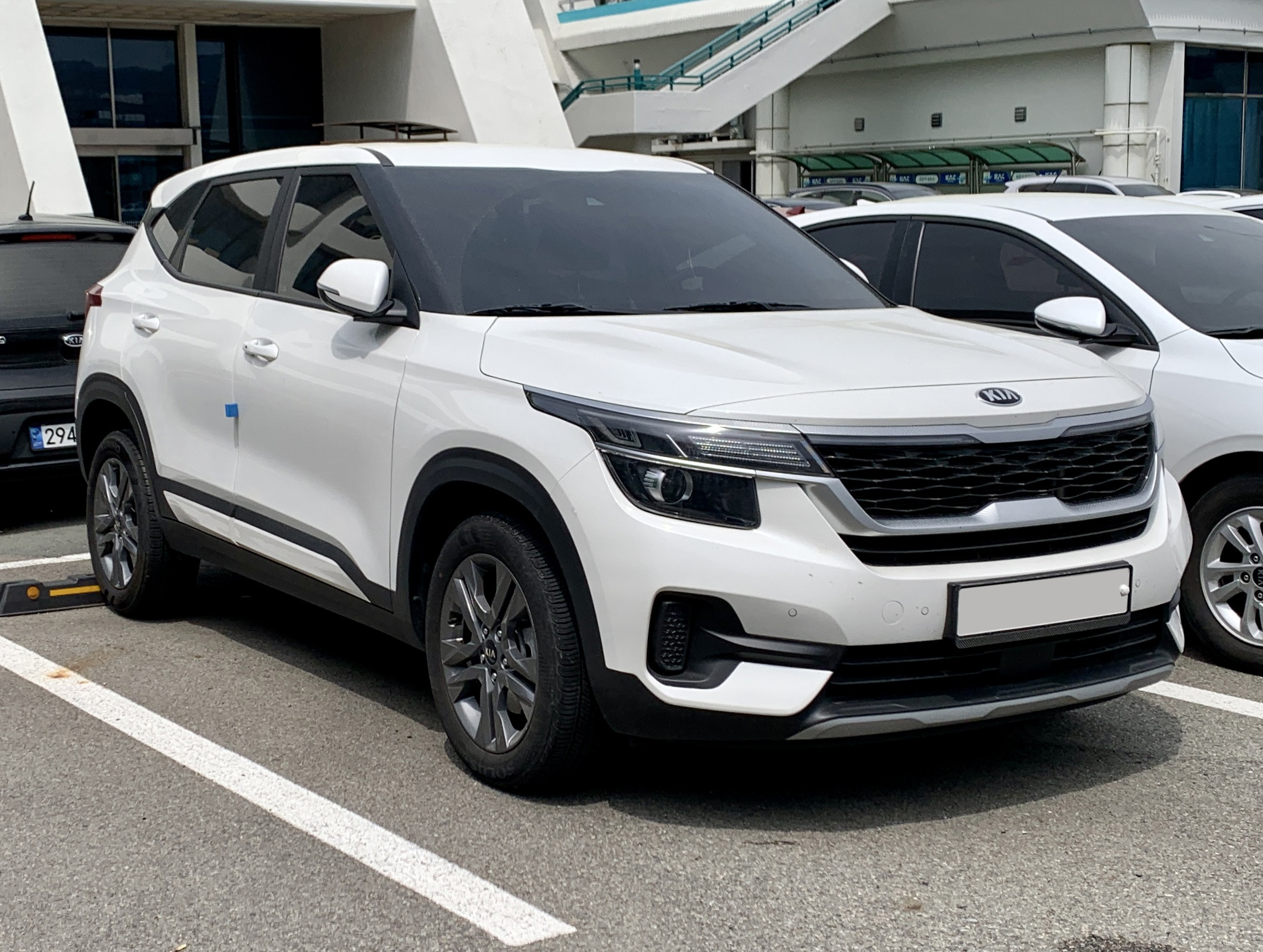
2019年型

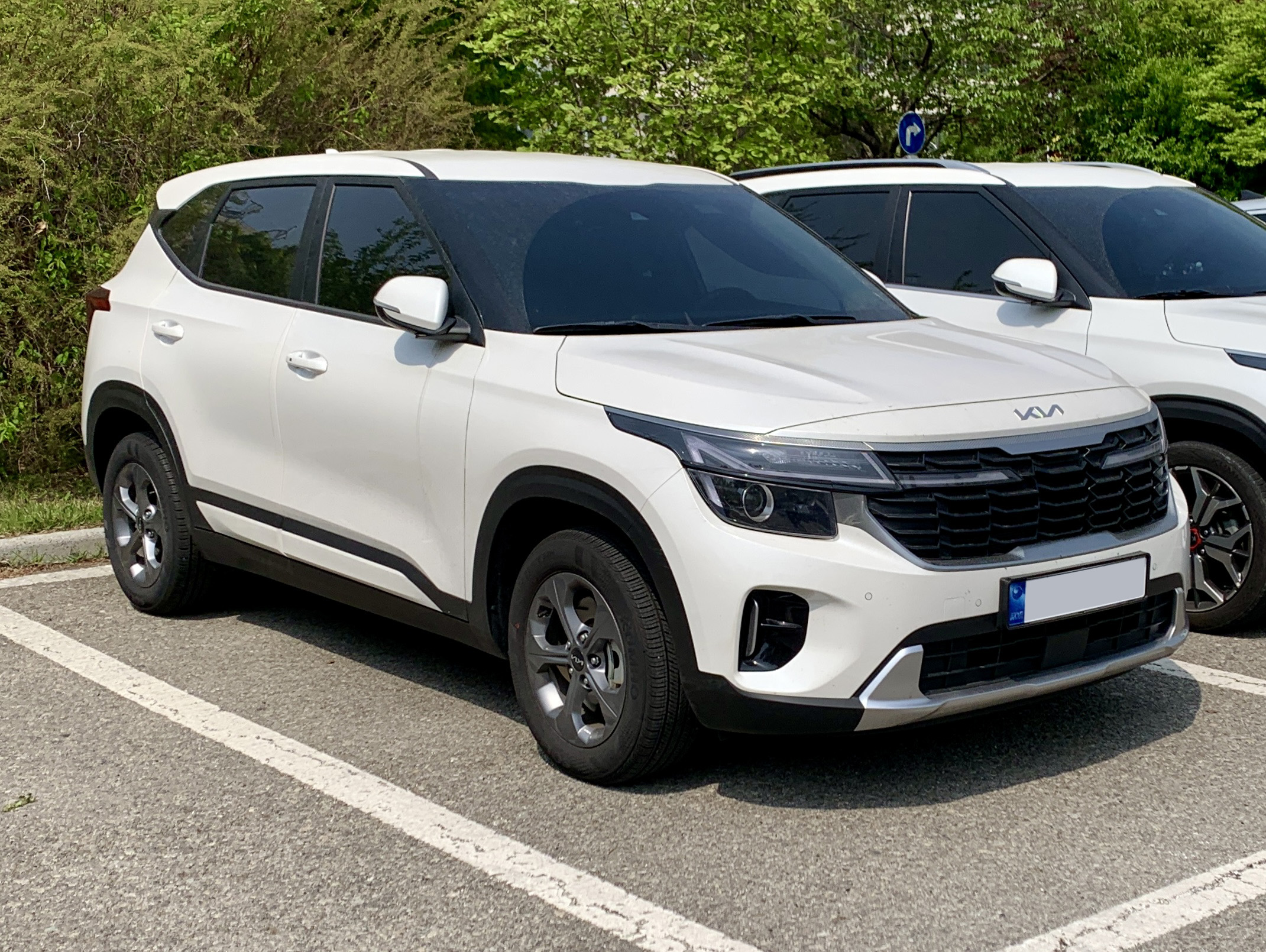
2022年型

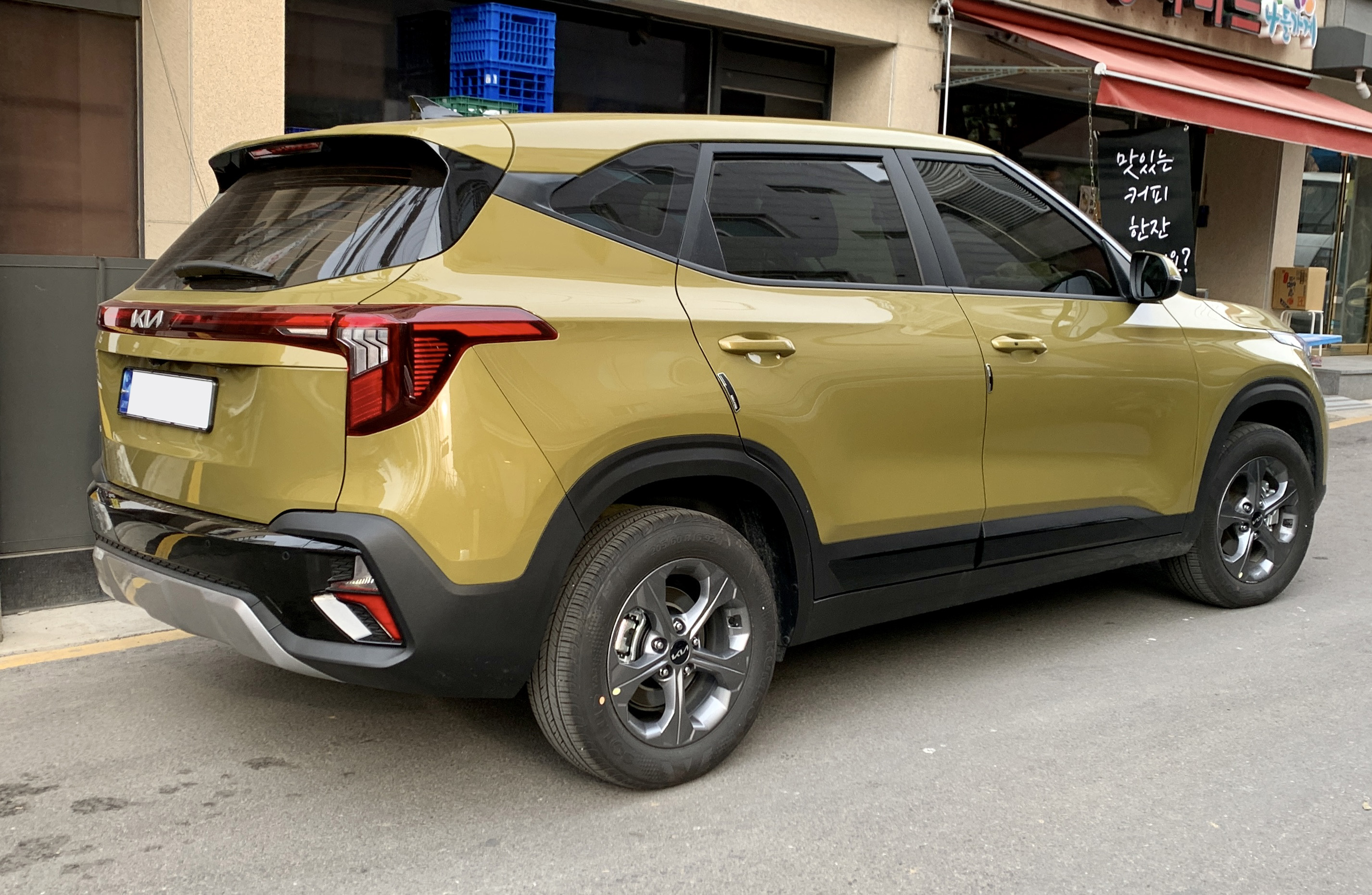
後面

## 車名
ギリシャ神話に登場するヘラクレスの息子「CELTUS (セルトス)」に由来する。